# XOX Gebäck

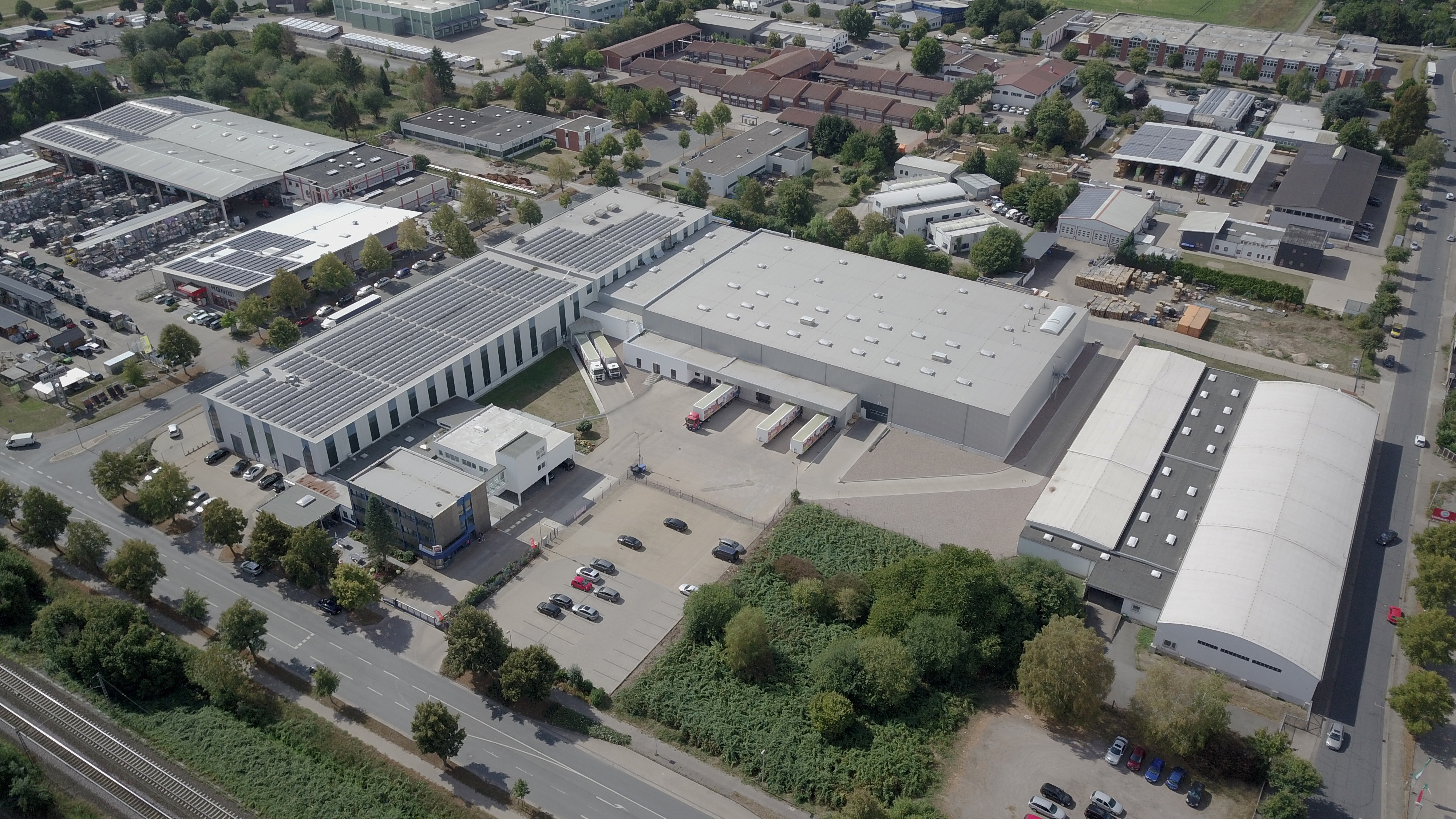
Luftaufnahme des Produktionsstandorts Hameln (2018)

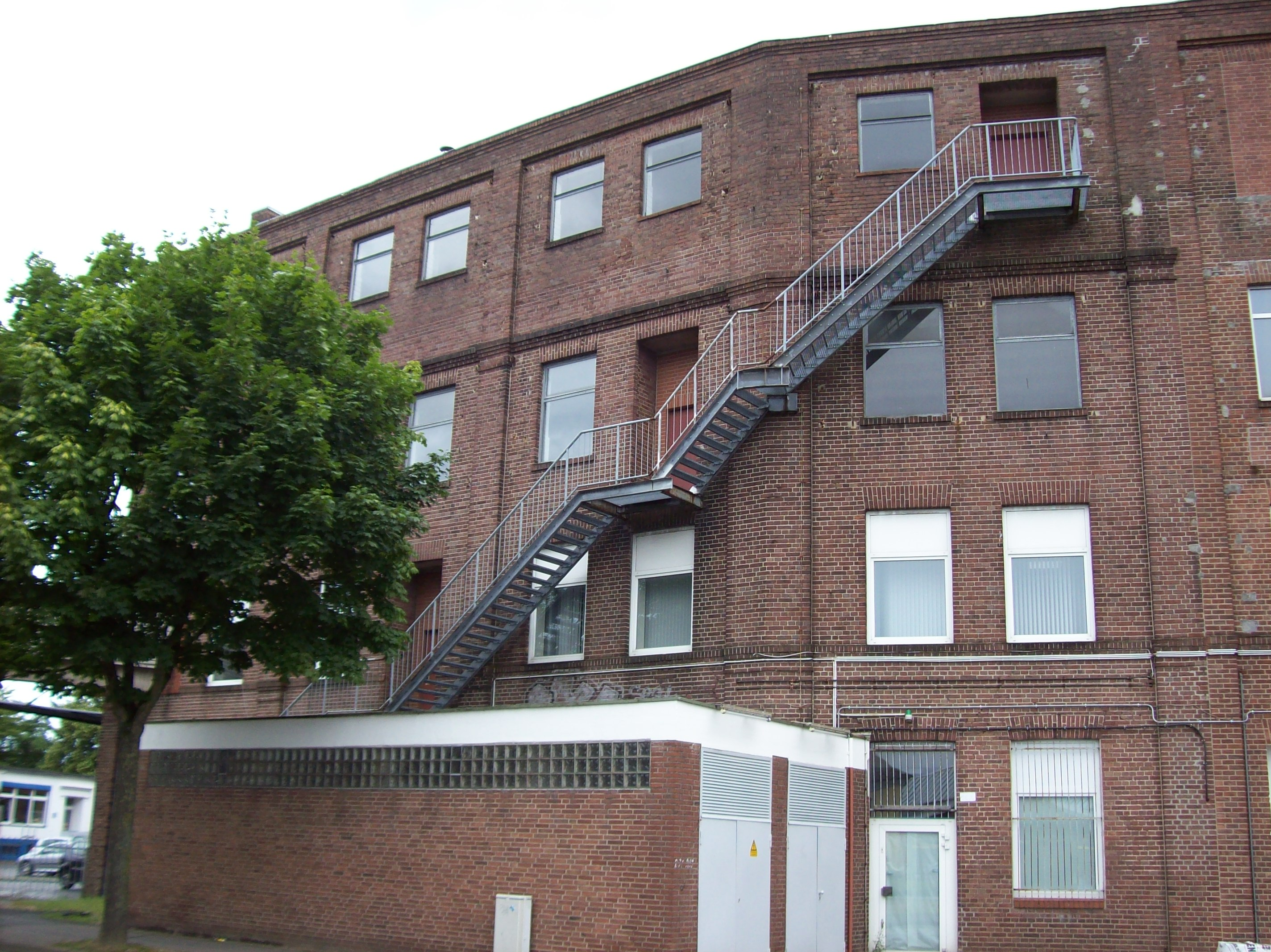
Ein Teil des denkmalgeschützten Fabrikgebäudes der XOX in Kleve

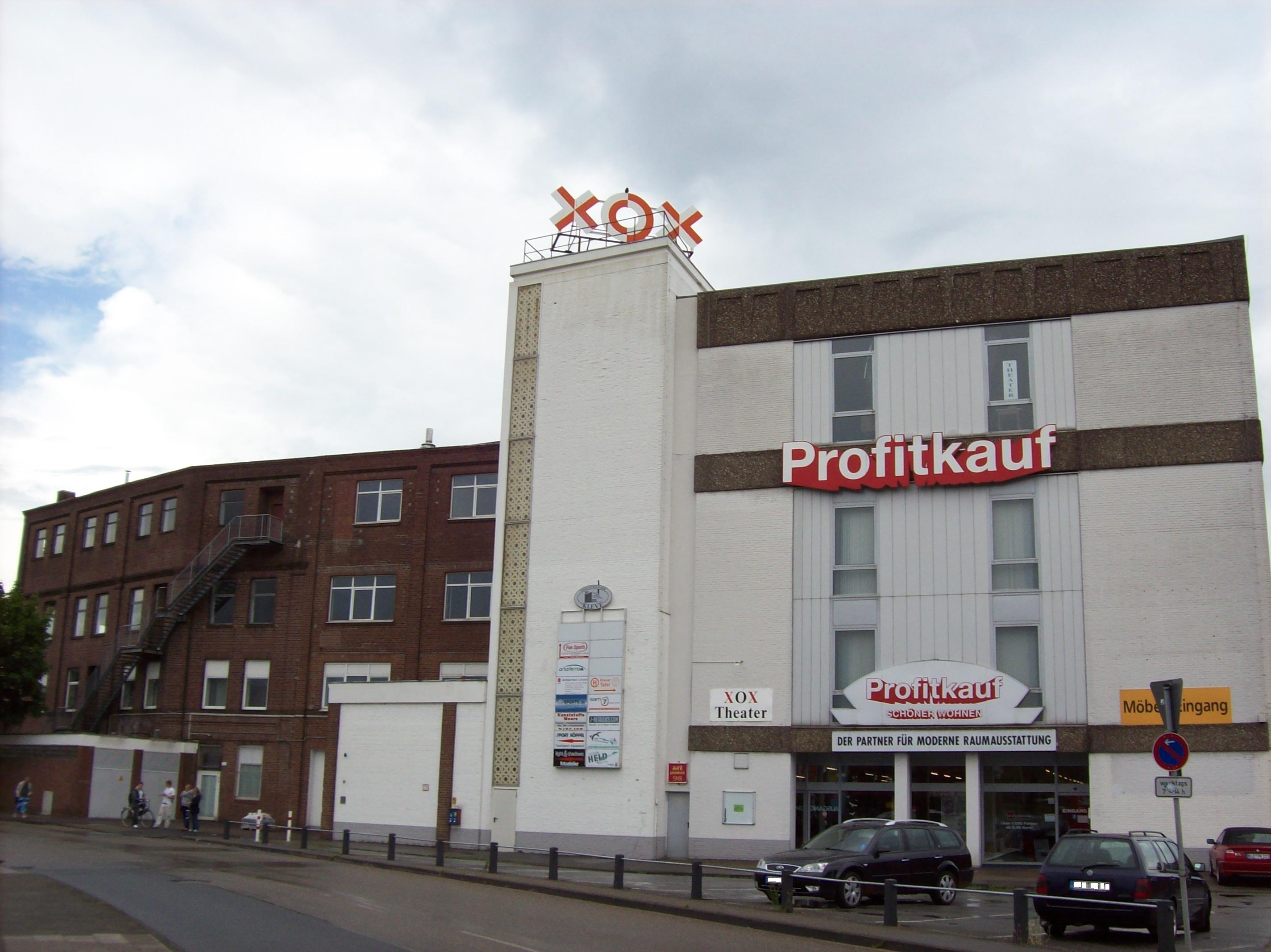
Das alte Fabrikgebäude der XOX in Kleve mit dem XOX-Theater im dritten Stock

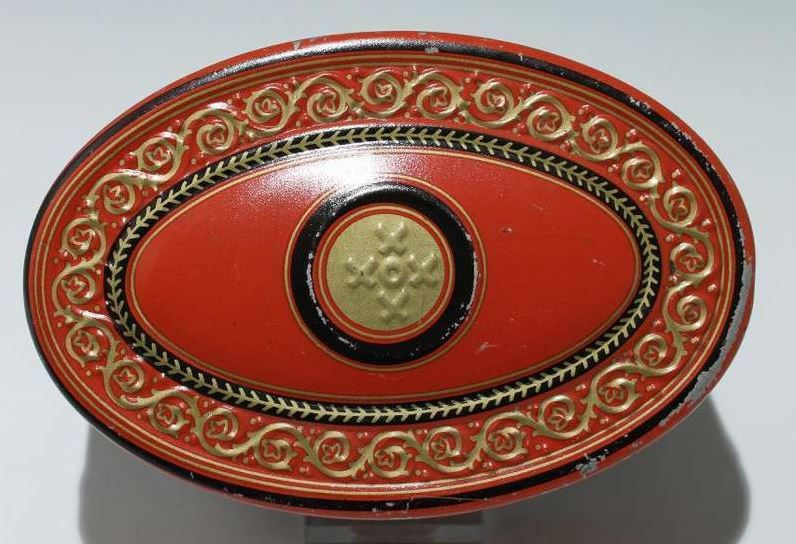
Keksdose aus verzinntem Stahlblech von XOX, 1920er

Die XOX Gebäck GmbH ist ein deutsches familiengeführtes Lebensmittelunternehmen mit Sitz in Lauenau. An den Produktionsstandorten Hameln und Lauenau (seit 2022) werden Knabberartikel – Popcorn, Nüsse und Spezialitäten – produziert. Mehr als 100 Eigenmarkenprodukte werden unter XOX Snack, XOX Naturell und XOX Nuts vermarktet.

## Geschichte
Gegründet wurde das Unternehmen 1908 von Arius Rutgers van der Loeff und H. van Duisberg in Gildehaus bei Bentheim unter dem Namen „Hollandia“. Das Logo und somit der Name „XOX“ entstand aus zwei Windmühlenflügeln und einem Getreidekorn in der Mitte. 1910 siedelte das Unternehmen mit 70 Mitarbeitern nach Kleve-Kellen um und produzierte XOX-Biskuits und XOX-Hopjes. Während der französisch-belgischen Besetzung des Rheinlands von 1923 bis 1925 hatte XOX ein Monopol für Kekse im Besatzungsgebiet, wohin der Hauptkonkurrent Bahlsen aus Hannover nicht liefern durfte. Daraus erwuchs eine jahrzehntelange Konkurrenz, nur in der Wirtschaftskrise 1931/32 kam es kurzzeitig zu Preisabsprachen. Bis zum Jahr 1929 stieg die Zahl der Mitarbeiter auf 550 an, 1939 waren es bereits 1200 Mitarbeiter, die 5,5 Millionen Kilogramm Gebäck in über 400 verschiedenen Sorten produzierten. Kekse wurden zum preiswerten Massenartikel für die "Volksgenossen".
Nach dem Zweiten Weltkrieg wurde die Fabrik wieder aufgebaut und erweitert. Produziert wurden Biskuits, Waffeln, Käse- und Salzgebäck, Zwieback, Toffees und Bonbons.
Im Jahr 1977 wurde das Werk in Kleve geschlossen. Der US-amerikanische Konzern Nabisco kaufte das Unternehmen und verlagerte die Produktion zu Harry Trüller nach Celle. 1987 übernahm der  Lebensmittelhersteller Vogeley das Unternehmen, stellte die Produktion aber ein. 1998 kaufte der ehemalige Vogeley-Mitarbeiter Edmund E. Besecke die Marke XOX und erweckte sie erneut zum Leben. Er verlagerte den Sitz ins Weserbergland nach Hameln, wo er unter dem Namen XOX Gebäck GmbH mit anfangs drei Mitarbeitern salzige Snacks vertrieb. Das XOX-Lager befindet sich in Süddeutschland, von wo aus alle Kunden bedient werden.
Im Jahr 2005 wurde die Produktion aus den Niederlanden an den Standort Hameln verlagert. Zusätzlich wurde das Lager in Süddeutschland aufgelöst und es begann der Aufbau einer zentralen Produktion und Lagerung in Hameln mit 30 Mitarbeitern. Drei Jahre später feierte die Marke XOX das 100-jährige Bestehen. Zu diesem Zeitpunkt hatte XOX rund 60 Mitarbeiter; das Sortiment umfasste etwa 80 Produkte, die zu 60 % in eigener Produktion gefertigt wurden. Im Jahr 2012 wurden 100 Produkte unter der Marke XOX angeboten, die Eigenproduktion am Standort Hameln betrug 80 %.
Neben dem Inhaber Edmund E. Besecke trat 2014 Stefan Hund als geschäftsführender Gesellschafter der XOX Gebäck GmbH bei und übernahm die Leitung der Vertriebszweige Marketing und Vertrieb. Bereits ein Jahr später feierte XOX das 10-jährige Jubiläum der Produktion am Standort in Hameln. Über die Jahre wuchs die Mitarbeiterzahl auf 160. Zudem baute XOX die internationalen Vertriebswege für die Knabberartikel kontinuierlich aus, sodass XOX in mehr als 30 Ländern aktiv war.
Ab dem Jahr 2016 wurde am Standort Hameln eine neue Produktionshalle gebaut. Der Grundstein für die Verwendung neuer Technologien sowie die Verdopplung der Produktionskapazität wurde gelegt. Die Inbetriebnahme des neuen Standorts in Lauenau im Jahr 2021 ermöglichte künftige Vertriebsnetz- und Produktionserweiterung.